# جالو بلازا
جالو بلازا (بالإسبانية: Galo Plaza Lasso)‏ (و. 1906 – 1987 م) هو دبلوماسي، وسياسي من الإكوادور ولد في مدينة نيويورك.
تولى منصب رئيس الإكوادور .

## التعليم
تعلم في جامعة ميريلاند (كوليج بارك)، وجامعة جورجتاون، وجامعة كاليفورنيا، بركلي.

## روابط خارجية
- جالو بلازا على موقع مونزينجر (الألمانية)